# Mosharraf Hossain
Mosharraf Hossain ( 1928 - 2008) fue un botánico bangladesí.

## Algunas publicaciones
- 1979. Rural Development in South Asia: Fragments of Analysis. DERAP working papers. Editor Chr. Michelsen Institute

- 1973. Observations on stylar heteromorphism in Solanum torvum Sw. (Solanaceae). Bot. J. of the Linnean Soc. 66 (4): 291–301)

### Libros
- 1983. A Report on Irrigation by Traditional Method in Bangladesh. Economics of irrigation in Bangladesh: Working paper 6. Con Nazrul Islam, M. A. B. Siddique. Editor Ministry of Agr. 136 pp.

- 1969. A Field Key to the Trees of Mole Game Reserve, Damongo, Ghana. Con John Bartholomew Hall. Editor Institute of African Studies. 40 pp.

## Honores
- 1985: galardón medalla dorada BAS.[2]
- Miembro de la Sociedad Linneana de Londres.
- La abreviatura «M.Hossain» se emplea para indicar a Mosharraf Hossain como autoridad en la descripción y clasificación científica de los vegetales.[3]